# 張禧嬪 (1995年電視劇)
《張禧嬪》（韓語：장희빈）是韓國SBS電視台從1995年2月20日開始，到9月26日播出的大河史劇，全劇63集，劇集描述朝鲜肃宗时代張禧嬪的故事，由1981年版《張禧嬪》的編劇林忠執筆。該劇在最終回當週取得41.7%的平均收視，位居當週收視之冠。
比起2002年由金惠秀主演的同名電視劇，這部的劇情較接近史書記載，但由於當時臺灣東森電視引進此劇播出時翻譯錯誤相當多，劇名也誤譯為《張姬嬪》，八大電視購入版權重播時，片名改為《張禧嬪》，但因並未重新翻譯，故片中仍維持「姬嬪」的稱呼。

## 製作
該劇最初是選角姜受延主演，但因與電影的拍攝行程衝突而未果，於是改邀李英愛接替。然而，接演《車神傳說》的李英愛，因受指摘其演繹強悍角色的能力恐有不足，於是提案改由申恩慶主演。由於選角問題懸宕，因此SBS將《沙漏》提前播出墊檔。1994年12月底，正式敲定由新人鄭善敬主演，並在1995年1月18日於昌慶宮開拍。身為史劇中堅編劇的林忠，推薦由林湖擔綱男主角肅宗，雖然兩人是父子關係，但林忠稱其推薦的是身為演員的林湖，而非身為兒子的林湖，李鍾洙導演也欣然同意此一選角提議。
於1993年離婚的甄美里與林榮奎，在劇中分別飾演肅宗的母親大妃金氏與逆謀的許堅，劇組在選角時並未注意到此事，導致共演的尷尬情況發生，甄美里起初有稍作反應，但在確定並未有對戲場面後，才決定繼續參與演出，劇組也在事後尋得兩位演員的諒解。

## 劇情
大妃金氏與其父金佑明告發福昌君和宮女私通，福昌君便向大王大妃趙氏尋求庇護，祖孫媳倆因各自擁護西人黨與南人黨而不睦，肅宗也因母親涉入朋黨鬥爭而鬱悶。家道中落的張玉貞受賞識，被送入宮中服侍大王大妃趙氏。肅宗對張玉貞一見鐘情並臨幸她，大妃金氏大為光火，肅宗為保玉貞便冊封她為淑媛，使得王妃金氏開始與張淑媛相互爭寵，為懷上龍胎而較勁。南黨領袖許積因兒子許堅侵犯西黨金錫冑心腹的媳婦而受牽連遭罪，王妃金氏亦因難產而仙逝，大妃金氏便以詛咒王妃之罪名，順勢將張淑媛逐出宮。庚申大黜陟事件發生，南黨失勢、西黨得勢，張淑媛回宮計劃受阻，大妃金氏與西黨趁勢推舉閔氏坐上中殿之位，但心繫張淑媛的肅宗對年幼的閔氏並無愛意。為了重返宮闕，張淑媛假裝因自殺未果而變成啞巴，來博取肅宗的同情，大妃金氏不滿肅宗每日夜探張氏，而打算剷除張氏，但張氏因受大王大妃趙氏的庇護而倖免。
王妃閔氏亭亭玉立，終於被肅宗臨幸，張淑媛很是嫉妒。肅宗九年，肅宗染上天花，大妃金氏、王妃閔氏與張淑媛均用冷水沐浴齋戒，待肅宗康復，大妃金氏卻因此患病而薨逝。大妃金氏逝世後，其親信金錫冑也於隔年辭世，南黨伺機而動，但大王大妃趙氏以守孝三年為由推遲張淑媛回宮，此時王妃閔氏又疑似懷上身孕，憤恨的張淑媛便開始對大王大妃趙氏懷恨在心。王妃閔氏深知肅宗深愛張淑媛，因此在守孝期滿後，奏請張淑媛回宮，藉以撫慰肅宗的心。風光回宮的張淑媛，表面尊敬王妃閔氏，私下卻透過宮女流傳王妃閔氏不孕的流言蜚語，還彈奏玄鶴琴來取悅、霸佔肅宗，更無視王妃閔氏的召見。對於閔氏與張氏的紛爭，大王大妃趙氏後悔當年為與大妃金氏鬥爭，而扶植如今目無法紀的張淑媛，便打算將張淑媛再次逐出宮，但受到肅宗與王妃閔氏的勸阻。王妃閔氏為壓制張淑媛的驕縱，也為王朝的後嗣著想，便替肅宗納妃，引進西黨派的金氏，是為金淑儀。甫入宮的金淑儀一心想壓制張淑媛的氣焰，張淑媛卻無視淑儀的地位而受罰，心有不甘的張淑媛，便對肅宗進言勿寵幸金淑儀，以免西黨勢大。肅宗過分寵愛張淑媛而為她建閣，對此感到質疑的朝臣，均遭流放或罷黜。大王大妃趙氏認為年屆三十的張淑媛猶如夕陽，肅宗礙於遲無子嗣，便轉而寵幸金淑儀，並晉升金氏為貴人。
張淑媛終於懷上身孕且自稱做了龍胎夢，肅宗聞之大喜，決定晉升張氏為昭儀，其哥哥張希載與親信趙師錫、東平君也獲得拔擢，為冊封張氏之子為世子鋪路，這引來閔中殿的父親閔維重及伯父閔鼎重在內的西黨人士的反彈。張淑媛不滿金萬重誣指其母尹氏與趙師錫有染，便對肅宗進讒言，使金萬重遭拔官並流配至宣川。金貴人不願見張昭儀得子，便對王妃閔氏獻策卻遭拒，但張昭儀伺機流傳閔中殿想詛咒她一事，氣得王妃閔氏鞭打了張昭儀。知悉的肅宗極為憤怒，但張昭儀假慈悲，以安撫的手段贏得肅宗的心，這令看穿張昭儀的大王大妃趙氏很是懊悔。肅宗因不滿閔中殿，而未積極回應岳父病重一事，閔維重最終撒手人寰，閔中殿悲痛不已，肅宗見狀相當心疼，卻引起張昭儀的妒忌，便透過宮女謠傳閔中殿后位難保及詛咒腹中龍胎等事。王妃閔氏難以置信，便請大王大妃趙氏主持公道，於是大王大妃趙氏下令處罰服侍張昭儀的所有宮女，張昭儀卻視若無睹、毫無悔意，使大王大妃趙氏氣得病倒，不久後升遐。
張昭儀如願產下一子，是為王子李昀，但當她聽聞母親尹氏因未有封銜卻乘坐轎子入宮，而遭官員制止並羞辱後，便假意重摔嬰兒。得知的肅宗摑了張昭儀，但張昭儀藉機訴苦，獲知內情的肅宗便嚴懲相關人士，王妃閔氏未免肅宗有失國王之德，便為依法行事的官員代罪請願，張昭儀此計也讓娘家受到豐厚禮遇。儘管王妃閔氏十分疼愛王子昀，對肅宗極富佔有慾的張昭儀，卻刻意散播有人意圖謀害王子昀的傳聞，使王妃閔氏受人懷疑。張昭儀不甘地位低落，為了讓兒子能夠成為繼承大業的世子，便尋求趙師錫支持王子昀的元子冊立，但趙師錫有所遲疑，令張昭儀大為不滿。肅宗又聽信張昭儀的讒言，不顧朝臣的勸阻，以威脅的口吻，堅決冊立王子昀為元子，這令王妃閔氏的處境相當難堪，但閔氏為了宗廟社稷而選擇吞忍。張昭儀未免王子昀被過繼給王妃閔氏，便繼續挑撥肅宗與西黨間的矛盾，不僅成功讓王子昀冊封為元子，自己更晉升為嬪，是為禧嬪張氏。宋時烈呈上反對冊立元子的奏疏，西黨趁機動員儒林跟進，這令肅宗既氣憤又舉步維艱，但在張禧嬪的煽動下，發生己巳換局，宋時烈、金壽興、金壽恒與閔鼎重等西黨人士均遭罷黜與流配，南黨的權大運、金德遠與睦來善等人得勢並掌握大權。
張禧嬪自導自演有人意圖謀害元子，因娘家被抄又失寵而感到憤恨的金貴人，便決定坐實張禧嬪的謠言，並連累王妃閔氏。肅宗誤信張禧嬪的讒言以及金貴人的陷害，認為王妃閔氏因妒忌而加害元子，不只下令廢黜金貴人，還不顧眾臣的反對，堅決廢妃。先王駙馬吳泰周之父吳斗寅等八十餘人列名呈上由朴泰輔所筆之反對廢妃的奏書，肅宗震怒，將他們嚴刑拷打後，通通削奪官爵並流配。張禧嬪指使張希載與大殿內官勾結，刻意污衊王妃閔氏過度傲慢，深信不疑的肅宗便下令禁奉飲食予王妃閔氏，此下場令張禧嬪有所警惕。康熙二十八年（肅宗十五年），肅宗正式廢妃，將閔氏貶為庶人，並催趕閔氏走路出宮，閔氏還遭到千尚宮的羞辱，被流配至珍島的朴泰輔則在途中病逝。肅宗與張禧嬪在宮中過著快樂的日子，並打算讓張禧嬪晉升王妃，但趙師錫看清張禧嬪的狠毒，而婉拒張禧嬪之託，還暗中進行廢妃閔氏的復位計劃。肅宗不顧眾臣的反對，堅決在大王大妃趙氏守喪期間冊封張氏為王妃，於趙師錫遭到流配之際，張氏風光地登上國母之位。
王妃張氏開始擔心自己年老色衰，並妒忌被肅宗寵幸的宮女劉氏，她不僅拷打劉氏，還與肅宗發生肢體衝突，令肅宗感到不可理喻。肅宗冊立劉氏為淑媛，王妃張氏不滿肅宗佈置劉淑媛的住所，便下令燒毀劉淑媛的家飾，這令肅宗大為光火。肅宗知悉朴淑媛與劉淑媛對宮內盛傳的一本小說《謝氏南征記》愛不釋手，但他發覺小說主角似乎是影射自己、廢妃閔氏與王后張氏。肅宗微服出巡，不僅聽見疑似諷刺王妃張氏並歌頌廢妃閔氏的歌曲，也聽聞人民對國王為張氏廢閔氏，以及張希載休妻納妾等事件的批評聲浪，這令肅宗有所省思。王妃張氏在擔心歌曲與小說的流傳之餘，為防肅宗動搖，便假意反省擅妒的性格。肅宗開始思念起廢妃閔氏，並發現宮女崔氏在閔氏誕辰前夕暗自為她祈福，於是臨幸了崔氏，這令王妃張氏妒意爆發，並拒絕肅宗的求歡。王妃張氏以散播小說的罪名凌遲崔氏，所幸為肅宗所救，並冊封崔氏為淑媛，日益跋扈的王妃張氏也自此失寵。趙師錫死於流配地固城，王妃張氏則勾結哥哥張希載及其黨羽，策劃謀害廢妃閔氏，以保后位與南黨勢力。世子昀因父母不睦而產生心理陰影，王妃張氏為了世子昀而勉為其難地向肅宗求和卻遭拒。崔淑媛疑似懷上龍胎，高尚宮為防止崔淑媛遭到王妃張氏的迫害，便建議她隱匿喜事。
咸以完告發韓構之子韓重爀以及金春澤、俞復基等西黨人士圖謀復位廢妃閔氏並顛覆政局，肅宗不敵大臣的勸諫而下令清查，王妃張氏及其黨羽企圖藉此剷除西黨與廢妃閔氏，並摩拳擦掌準備清算其他後宮妃子。肅宗察覺南黨愚弄朝政的陰謀，於是削奪南黨官職，閔黯、咸以完等人均遭到嚴懲與流配，並重用南九萬、朴世采、柳尚運與尹趾完等西黨少論派，同時恢復暨追贈官銜予已故的宋時烈、金壽興兄弟、趙師錫與閔鼎重等人，史稱甲戌獄事。
肅宗以查明廢妃之罪為誣告之名，大陣仗迎閔氏入西宮的景福宮，王妃張氏氣憤難耐，參見肅宗遭拒，便和阻礙她去路的大殿內官及宮女發生肢體衝突。肅宗將閔氏以母后的身份介紹給世子昀，並下令王妃張氏搬離內殿，王妃張氏不服，不僅要求閔氏前來行禮請安，還理直氣壯地堅稱自己無罪，肅宗便命令宮人將王妃張氏攆出內殿。閔氏正式恢復王妃身分，金氏也恢復貴人爵位，張氏則貶回禧嬪，世子昀為此難過不已。西黨老論派發現張氏兄妹在甲戌換局前企圖謀害閔氏的信件，便刻意在宮中傳遞，使少論派與肅宗不得不下令問罪。遭到嚴刑拷打的張希載並未供出張禧嬪參與其中，不安的張禧嬪將其困境怪罪於王妃閔氏，然而王妃閔氏與少論派均為保護世子昀而支持從輕量刑，因此張希載僅被流配濟州，權大運等南人餘黨也遭到流配及懲處。受盡屈辱的張禧嬪將怨懟肅宗的情緒，發洩在世子昀身上，肅宗眼見世子昀渾身是傷而震怒，便下令張禧嬪禁見世子昀。崔淑媛向王妃閔氏坦承自己懷有龍胎，崔氏因此晉升淑儀，在產下王子李昑後，再晉升為淑嬪。張禧嬪對王子昑的存在備感威脅，深怕世子昀地位不保。
沈浩之女沈氏被冊封為世子嬪，與世子昀舉行嘉禮，成為了夫妻。一直被排除在外的張禧嬪，得知王妃閔氏罹患重病，覬覦后位的她，便聯合大嫂淑正及其宮女對王妃閔氏下蠱，設立詛咒的祭壇，被崔淑嬪暗中發現。王妃閔氏在被廢黜的那六年間患病，如今已成痼疾，病重到無藥可醫的地步，經歷多時的折磨，最終在肅宗的懷中仙逝，享年35歲。為防止張禧嬪再次登上后位並謀害他人，崔淑嬪將她看見張禧嬪暗中設壇一事告訴了肅宗，於是肅宗忽然造訪就善堂，並在某殿的神壇中，發現被當成箭靶射滿箭的王妃閔氏畫像，使得事跡敗露。巫女在遭到嚴刑拷問後招供，於是肅宗下令處死張希載夫婦、巫女以及千尚宮等涉事宮人，並為了防止此類悲劇重演，而明定後宮妃子不得晉升王妃的法典。雖然世子昀與眾臣勸諫肅宗不應貿然賜死張禧嬪，但肅宗為防後患而態度堅決，持反對意見的崔錫鼎更遭到流配。張禧嬪不服肅宗的御旨，堅稱自己無罪，在宮人的壓制下，張禧嬪被灌下三碗死藥而逝，世子昀對此悲痛不已，只能目送張禧嬪的屍體被送出宮。

## 登場人物及演員

### 主要人物
- 禧嬪張氏[註 11]（郑善敬 饰）：名玉貞[註 12]，肅宗的後宮妃子，從淑媛、昭儀、嬪晉升到王妃，最終貶回嬪，為世子李昀的生母。
- 肅宗（林湖 饰）：朝鮮王朝第19代王
- 王妃閔氏（成年：金元嬉 飾；童年：正厚 饰）：諡號仁顯王后，肅宗的繼妃，曾遭廢位六年，於復位後的第八年逝世，無親生子嗣。

### 王室
- 大王大妃赵氏[註 13]（金姈愛 饰）：尊號慈懿大妃，諡號莊烈王后[註 14]，肅宗的曾祖父仁祖的繼妃。
- 大妃金氏（甄美里 饰）：尊號顯烈大妃，諡號明聖王后，肅宗的母后，因罹患流感而逝。
- 王妃金氏（张惠淑 饰）：諡號仁敬王后，肅宗的正妃，難產而逝。
- 貴人金氏（赵贤淑 饰）：肅宗的後宮妃子，安東金氏家族出身，日後受冊封為寧嬪。
- 淑嬪崔氏（南珠熙 饰）：肅宗的後宮妃子，打水宮女出身，由淑媛、淑儀晉升至嬪，為王子李昑的生母。
- 淑媛劉氏：肅宗的後宮妃子，僕役處宮女出身，日後受冊封為昭儀。
- 淑媛朴氏[註 15]：肅宗的後宮妃子，生果房宮女出身，日後受冊封為䄙嬪。
- 李昀（安宰弘 飾）：肅宗與禧嬪張氏的兒子，受冊封為世子，日後是朝鮮第20代王景宗。
- 世子嬪沈氏：世子昀的正妃
- 李昑：肅宗與淑嬪崔氏的兒子，日後為朝鮮第21代王英祖。

### 西人黨與相關人物
- 金佑明（金仁泰 饰）：大妃金氏的父親
- 金錫冑（鄭東煥 饰）：大妃金氏的堂哥
- 宋時烈（李大路 饰）：西人黨的巨頭，老論派領袖
- 尹趾完[註 16]（全炳沃 饰）：少論派
- 金萬基（金昊永 饰）：金萬重的哥哥
- 閔鼎重（吴承明 饰）：王妃閔氏的伯父
- 閔維重（金興基 饰）：王妃閔氏的父親，閔鼎重的弟弟
- 府夫人趙氏（李德姬 饰）：閔維重的夫人，王妃閔氏的繼母
- 金壽恒[註 17]（孟虎林[註 18] 饰）：貴人金氏的曾祖父[註 19]
- 閔鎮厚[註 20]（車光洙 饰）：王妃閔氏的哥哥
- 南九萬（韓仁守[註 21] 饰）：少論派
- 朴泰輔[註 22]（盧永國 饰）：少論派
- 李氏（安海淑 饰）：朴泰輔的夫人
- 柳尚運[註 23]（全国根 饰）：少論派
- 朴世堂（張仁漢 饰）：朴泰輔的父親
- 吳斗寅[註 24]（韓兌一 饰）：肅宗的妹妹明安公主的公公
- 崔錫鼎[註 25]（文會元 饰）：少論派
- 金春澤（罗载雄 饰）：老論派，仁敬王后的姪子，金萬基的孫子，《謝氏南征記》的韓文譯者。
- 南龍翼[註 26]（朴七用 饰）：少論派
- 崔奎瑞[註 27]（梁泳駿 饰）：少論派

### 南人黨與相關人物
- 趙師錫[註 28]（金茂生[註 29] 饰）：大王大妃趙氏的堂弟，張禧嬪的親信
- 尹氏（徐喜子 饰）：张禧嫔的母親，曾為趙師錫家的女紅
- 許積（李致雨 饰）：領議政
- 許穆（朴鍾官 饰）
- 權大運（李正雄 饰）
- 尹鑴（朴英穆 饰）
- 張希載[註 30]（吉用祐[註 31] 饰）：張禧嬪的哥哥
- 東平君（崔尚勳[註 32] 饰）：肅宗的叔父，張禧嬪的親信
- 郡夫人申氏（嚴侑信[註 33] 飾）：崇善君的夫人，東平君的母親
- 福昌君（金炯逸[註 34] 饰）：仁祖之子麟坪大君的次子，肅宗的堂哥
- 許堅（林榮奎 飾）：許積的兒子
- 閔黯[註 35]（朴健植 饰）
- 睦來善[註 36]（金基镇 饰）
- 沈梓[註 37]（李度鍊 饰）
- 淑正[註 38]：張希載的妾室

### 宮人
- 千尚宫（史美子 饰）：服侍禧嬪張氏的尚宮
- 吴尚宫（鄭永淑 饰）：服侍王妃閔氏的尚宮
- 韓尚宫（朴珠雅 饰）：服侍大王大妃趙氏的尚宮，後為世子昀的褓母尚宮
- 崔尚仰（崔秉學[註 39] 飾）：服侍肅宗的內官
- 金尚宫（李锺南 饰）：大殿大尚宮，服侍肅宗的尚宮
- 朴尚宮（姜美 飾）：服侍大妃金氏的尚宮
- 高尚宮（陳熙珍 飾）：服侍過王妃閔氏、貴人金氏與淑嬪崔氏的尚宮
- 尚宮（全賢娥 飾）：服侍禧嬪張氏的尚宮

### 其他人物
- 金應河（金基賢 (演員) 饰）

## 電視劇歌曲
- 東森電視台首播
  - 片頭曲—洪瑋「紅花」
  - 片尾曲—洪瑋「堅持」

## 外部連結
- 官方网站－臺灣八大電視（繁體中文）
- 官方网站－日本BS放送（日語）

| SBS 大河史劇（月火晚間10點）          | SBS 大河史劇（月火晚間10點）            | SBS 大河史劇（月火晚間10點）                |
| ------------------------------------- | --------------------------------------- | ------------------------------------------- |
|                                       | 張禧嬪 （1995年2月20日－1995年4月11日） |                                             |
| 沙漏 （1995年1月9日－1995年2月16日）  | 告白 （1995年4月17日－1995年6月26日）   |                                             |
| 大河史劇（月火晚間9點）               |                                         |                                             |
| 告白 （1995年3月13日－1995年4月11日） | 張禧嬪 （1995年4月17日－1995年7月3日）  | 告白 （1995年7月4日）                       |
| 大河史劇（月火晚間10點）              |                                         |                                             |
| 告白 （1995年4月17日－1995年6月26日） | 張禧嬪 （1995年7月10日－1995年9月26日） | 野望的火花 （1995年10月2日－1996年3月26日） |